# デイジーワールド

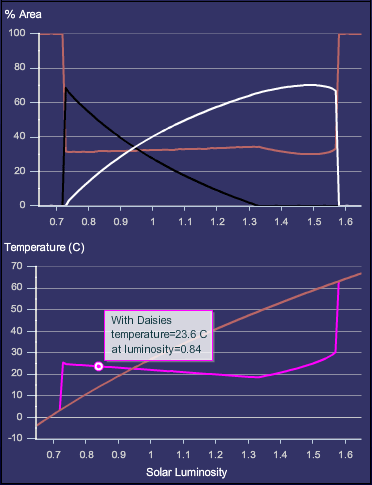
横軸に示される太陽光の入射量に応じて、上図は2色のデイジーとどちらも生えていない地表の面積変化を、下図では気温の変化を示したもの。光量が変化しても各デイジーの増減により温度は一定に保たれる（デイジーが生えていない場所では光量に比例して気温も変化する）。

デイジーワールド（英: Daisyworld）とは、ガイア理論の妥当性を示す為に考えられたモデル環境。デイジー（ヒナギク）しか存在しない世界を仮定し、地表に降り注ぐ太陽光の量が変化した時、地表付近の気温を一定に保とうとする恒常性が作用することを示す。

## 概要
デイジーワールドはジェームズ・ラブロックと アンドリュー・ワトソン（Andrew Watson）が1983年に発表した。このモデル環境には2種類のデイジーの種があり（黒いデイジーと白いデイジー）、それ以外の生物は存在しない。黒いデイジーの花びらは黒く、光を吸収する。白いデイジーの花びらは白く、光を反射する。どちらの種も生育に適した気温は同じという設定である。
太陽光が極めて少ないか極めて多い設定でシミュレーションを行うと、気温が低過ぎるか高過ぎるためデイジーは生育できない（上記グラフの左右端部）。デイジーが生育可能な範囲で光量が比較的少ない時は、太陽光を吸収することで周囲の気温をあげる性質がある黒いデイジーが繁殖しやすい。しかし光量が多くなると、黒いデイジーは自らの生育に適さないほど気温を上げてしまうため数を減らし、逆に光を反射して気温を抑制する効果を持つ白いデイジーが数を増やす。このような白と黒の推移によって、光量が変化しても気温はあまり変化しない。この状態は非常に安定していることが観測できる。すなわち、恒常性が保持されるのである。
デイジーがない状態のシミュレーションでは、気温は太陽光に応じて上下するだけである。従って上述の恒常性はデイジーが作り出していると言える。しかし、デイジーワールドには批判も多く寄せられた。
- 地球との類似点が少ない。
- アドホックな死亡率（γ）が恒常性を強調するよう選ばれている。
- 種のレベルの現象と個体レベルの現象を混同している。

後に、デイジーワールドのシミュレーションにウサギとキツネなど他の種を導入する拡張がなされた。その結果、種の数が増えると惑星全体に与える効果が大きくなることがわかった（恒常性が強化される）。この発見は生物多様性の貴重さを論じる際の論拠とされ、論争の元となった。
デイジーワールドを基にしたゲームとしてマクシスの「シムアース」がある。